# Pimpri-Chinchwad
Pimpri-Chinchwad (Marathi: पिंपरी चिंचवड, Pimprī Ciñcavaḍ) ist eine Industriestadt mit etwa 1,7 Millionen Einwohnern (Volkszählung 2011) im Ballungsraum Pune im indischen Bundesstaat Maharashtra.
Sie liegt 191 Kilometer südöstlich von Maharashtras Hauptstadt und Indiens größter Stadt Mumbai. Die Bevölkerung der Stadt spricht überwiegend Marathi.
Mehrere große Industriekonzerne wie Bajaj Auto, Tata Motors, Kinetic, Bajaj Tempo und SKF haben sich in Pimpri-Chinchwad angesiedelt.